# Islands of God’s Mercie
Die Islands of God’s Mercie (deutsch etwa: Inseln der Gnade Gottes) sind eine Inselgruppe im kanadisch-arktischen Archipel. Sie ist der Südwestküste der Baffininsel vorgelagert und liegt zwischen der Markham Bay und den offenen Gewässern der Hudsonstraße. Im Nordwesten setzen Hector Island und MacDonald Island die Inselkette fort, während sich südöstlich ein Ausläufer der Meta-Incognita-Halbinsel befindet.
Administrativ gehören die Islands of God’s Mercie zum kanadischen Territorium Nunavut.